# Sohlingen
Sohlingen ist ein Ortsteil der Stadt Uslar im Landkreis Northeim im südlichen Niedersachsen. Im Ort leben 577 Einwohner.

## Lage
Sohlingen liegt etwa 3 km nordwestlich von Uslar und gut 11 km südöstlich von Neuhaus im Solling. Das Dorf befindet sich in den Südausläufern des Sollings im Tal der Ahle südlich der Ahlewiesen auf 180 bis 240 m ü. NN und ist von Wiesen, Weiden und Feldern umgeben. Sohlingen ist von dicht bewaldeten Höhenzügen des maximal 527,8 m hohen Sollings eingerahmt, nördlich des Orts erhebt sich der 444,1 m hohe Strutberg. Die Kreisstadt Northeim liegt 30 km östlich von Sohlingen, Göttingen gut 26 km südöstlich, Hannover rund 80 km nördlich und Berlin 282 km nordöstlich (Entfernungen jeweils Luftlinie).

## Geschichte
Sohlingen wurde bereits in einer Urkunde vom 20. Juli 963 als Sologe erstmals urkundlich erwähnt, als Kaiser Otto II. dem Nonnenkloster Hilwartshausen das Wahlrecht verlieh. Da der Kaiser laut den Urkunden auch noch in späteren Jahren in Sohlingen verweilte, wird davon ausgegangen, dass sich hier auch ein Königshof befand, von dem keine archäologischen Überreste gefunden worden sind. Im September 994 fand in Sohlingen ein Reichstag statt, auf dem dem späteren Kaiser Otto III. angeblich die volle Regierungsfähigkeit in Form einer Schwertleite verliehen wurde.
Im Jahre 1829 wurde in Sohlingen eine Musterwerkstatt für Bleicherei eingerichtet, da sich die umliegenden Wiesen und das Wasser der Ahle hierzu anboten. Für die Sohlinger Musterbleiche erhielt der damalige Bleichmeister Alwin Schreckenbach im Jahre 1910 den Zuschlag zum Erwerb der Bleiche.
Im September 1936 wurde im Handelsregister die Eintragung Gebrüder Schreckenbach gelöscht und die Firma Hermann Windel in Windelsbleiche bei Bielefeld zum Liquidator bestellt. Auf dem Gelände der vormaligen Musterbleiche wurde eine Flachsröste eingerichtet, die bis 1953 bestand.
Die Firma Norbert Kordes erwarb 1955 das Gelände und produziert Elektrokabel. Kordes-Kabel ist einer der größten Kabelhersteller Deutschlands.
Zum Ende des Zweiten Weltkrieges wurde der Bahnhof Sohlingen von alliierten Kampfflugzeugen angegriffen, wobei drei abgeworfene Bomben keinen nennenswerten Schaden verursachten. Beim Vormarsch der alliierten Truppen beschossen Panzerspitzen den Sollingturm und beschädigten ihn.
Seit dem 1. März 1974 gehört die ehemals selbständige Gemeinde nach einer Gebietsreform zur Stadt Uslar.

## Politik
Sohlingen hat einen siebenköpfigen Ortsrat, der seit der Kommunalwahl 2021 ausschließlich von Mitgliedern der "Solinger Wahlliste" besetzt ist. Die Wahlbeteiligung lag bei 66,12 Prozent.

## Infrastruktur
- Straße

Durch den Ort verläuft die B 241, die von Northeim über Uslar und Sohlingen weiter Richtung Beverungen verläuft. Die in Schönhagen abzweigende B 497 führt weiter über Neuhaus im Solling nach Holzminden.
Die nächsten Autobahnanschlussstellen befinden sich an der A 7 in Northeim, Nörten-Hardenberg und Göttingen.
- Busverkehr

Zwischen Uslar und Holzminden verkehrt zweistündlich ein Linienbus über Sohlingen, Schönhagen und Neuhaus im Solling.
- Schiene

Der nächste Regionalbahnhof befindet sich in Uslar mit mindestens zweistündigen Zugverbindungen an der Kursbuchstrecke 356 zwischen Paderborn bzw. Ottbergen und Northeim. Göttingen ist der nächste Bahnhof, in dem sowohl IC- als auch ICE-Züge halten.
Die Bahnstrecke Uslar–Schönhagen (Han) mit einem Bahnhof (später nur noch Haltepunkt) in Sohlingen wurde bereits 1989 stillgelegt und abgebaut.
- Fahrradverbindung

Seit neuestem sind ganz Sohlingen und Umgebung mit Schildern ausgestattet, die den Fahrradfahrern als Orientierung dienen. Außerdem gibt es seit einigen Jahren auch eine neue Fahrradverbindung zwischen Sohlingen und Uslar, die sowohl schneller als auch sicherer ist. Sie liegt auf dem  Weg der ehemaligen Bahnstrecke Uslar–Schönhagen (Han).
- Luftverkehr

Die nächsten bedeutenden Flughäfen befinden sich bei Hannover und Paderborn. Uslar selbst besitzt einen kleinen Segelflugplatz.

## Wirtschaft
Die ehemals prägende Land- und Holzwirtschaft spielt in Sohlingen wie auch in den Nachbarorten kaum noch eine Rolle. Mittlerweile arbeiten die meisten der erwerbstätigen Einwohner in den benachbarten Städten. In Sohlingen befinden sich jedoch noch einige landwirtschaftliche Betriebe. 2 Biogasanlagen sind in Sohlingen in Betrieb. Des Weiteren wird durch die Bioenergiedorf-Sohlingen eG ein Nahwärmenetz mit 60 Kunden betrieben.
Das Kfz-Kennzeichen ist NOM.

## Sehenswürdigkeiten

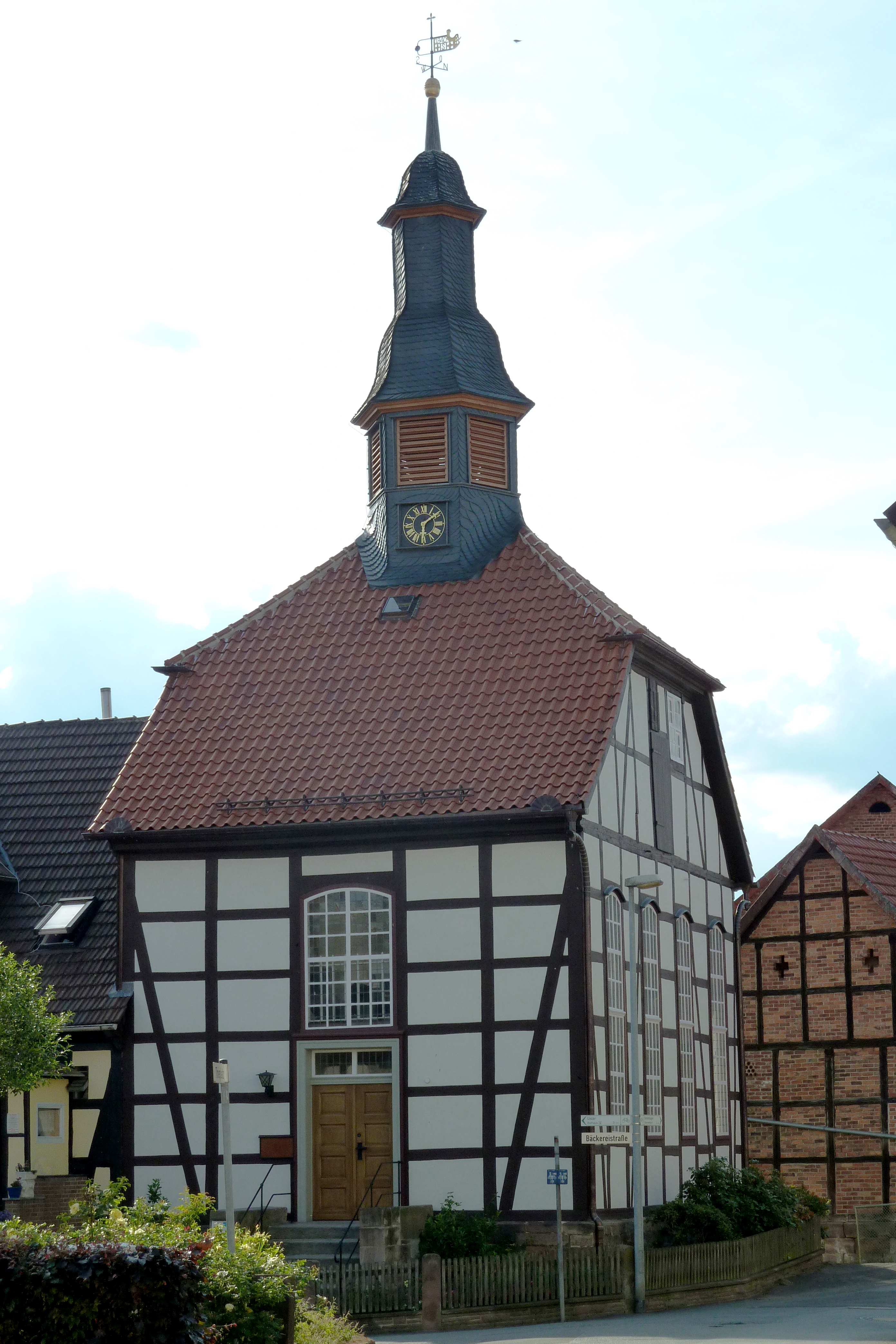
Dorfkapelle

Die Kapelle, deren Gemeinde zum Kirchspiel Uslar im Kirchenkreis Leine-Solling gehört, wurde zusammen mit der unmittelbar angebauten ehemaligen Schule 1838/1840 erbaut. Der kleine, hohe Fachwerkbau hat ein Krüppelwalmdach mit mittigem hexagonalem Dachreiter mit Glockendach. Durch die Segmentbögenabschlüsse der hohen Fenster und die Form des Dachreiters ist der Bau stilistisch noch den spätbarocken Formen des späten 18. Jahrhunderts zuzuordnen.
Aufgrund der Lage des Ortes am Rand des Sollings besteht die Möglichkeit zu ausgedehnten Wanderungen in den umliegenden Wäldern.
Sehenswert sind auch die kleinen Städte wie z. B. Uslar, Dassel oder Einbeck in der näheren Umgebung. Außerdem lohnt der Aufstieg zum Sollingturm.